# Kočka a pes
Kočka a pes (někdy Pes a kočka, v originále Cane e gatto) je italský komediální film Bruna Corbucciho z roku 1982 v hlavní roli s Budem Spencerem a Tomásem Miliánem.

## Děj filmu
Tajný policejní detektiv Alan Parker (Bud Spencer) je jediný policista, který kdy dokázal dopadnout gaunera Tonyho Romu (Tomás Milián). I přesto, že se mu to vždy podařilo a většinou během krátké doby, tak stejně rychle se vždy podaří Romovi dostat se ven na svobodu. Roma rád svádí majetnější dámy, vždy se jim nějak vetře do přízně, sehraje roli jejich milence a pak je okrade a zmizí, například nyní okradl senátora a jeho ženu. O to se pokusí i v posledním případě, jenže velmi rychle musí utéct pryč z hotelového pokoje, kde byl se svou poslední známostí. Náhodou se však dostane do vedlejšího pokoje, kde se schová do skříně a stane se svědkem mafiánské vraždy provedené samotným mafiánským kmotrem Salvatorem Licutim (Marc Lawrence). Během vraždy však Licuti ucítí silný parfém a když se jeho pobočníci vydají ke skříni, Roma z ní vyběhne a rozeběhne se pryč. Roma jako nepohodlný svědek se stane pronásledovaným.
Unikne několika pokusům o jeho zabití, až se nakonec schová v dodávce právě Alana Parkera. Parker, který se chystá s rodinou na výlet, hodlá Romu předat policii, jenže Roma mu začne vyprávět všechno, co zažil a i to, že právě někteří policisté jsou s Licutim spojení. Roma tak dočasně zůstává s Parkerem a jeho rodinou a je vydáván za Parkerovo kolegu z práce – ani rodina totiž neví, že Parker je policista a myslí si, že je jen prodejcem domácích spotřebičů. Během času tráveného u Parkerovi rodiny začne Roma balit Parkerovo švagrovou Deboru (Margherita Fumero).
Oba muži se později vydávají do motorestu si zatelefonovat, když se později vrátí zpět, rodinu na místě nenachází. Později z úkrytů vyjdou muži vyslaní Licutim, aby oddělali Romu. Parkerovi s velkou pomocí jeho psa se podaří muže z místa vyhnat a rodinu osvobodit, následně rodině zalže, že se jedná o vyslance konkurence a že chtěli Romu unést kvůli konkurenčnímu boji. Oba se ze strachu o rodinu od ní oddělují a vydávají se na další cestu nákladním vlakem. I během této cesty jsou ale zastiženi Licutiho muži a prchají pryč. Oba muži následně nastraží na Licutiho past a po následující rvačce dostanou Licutiho s jeho muži do vězení. Film končí na svatbě Tonyho Romy a Debory, ze které Roma uteče pryč.

## Obsazení
| Bud Spencer       | Alan Parker, tajný policista           |
| Tomás Milián      | Tony Roma, svůdník a gauner            |
| Marc Lawrence     | Salvatore Licuti, mafián               |
| Bill Garrigues    | seržant Hayg                           |
| Christa Troples   | paní Haygová                           |
| Joan Call         | Annunziata Pipinová, matka Tonyho Romy |
| Joan Murphy       | Virginia Andersonová                   |
| Margherita Fumero | Deborah Smithová                       |